# Schönhausen-Damm
Der Schönhausen-Damm, landläufig Schönhauser Damm, ist ein Ortsteil der Gemeinde Schönhausen (Elbe) im Osten des Landkreises Stendal in Sachsen-Anhalt.

## Geografie
Die kleine Siedlung liegt 5 ½ Kilometer nordöstlich von Schönhausen am Haidgraben am Rande des Waldgebietes Schönhauser Heide. Östlich des Ortes beginnt das militärische Sperrgebiet des Truppenübungsplatzes Klietz, der sich bis in das benachbarte Land Brandenburg erstreckt.
Südlich liegt Der Trüben, ein Bruchgebiet, entstanden aus einem Altarm der Elbe, der teilweise als Östlicher Trübenbruch unter Schutz steht.

## Geschichte

### Neuzeit
Im Jahre 1775 wurde eine Meyerey vor dem Damm erwähnt, die zu Schönhausen gehörte. 1790 hieß der Ort Schönhauser Vorwerk. 1801 gab es in Schönhausen vor dem Damm zwei Vorwerke mit 6 Büdnern und einem Teerofen. Auf dem Urmesstischblatt von 1843 heißt die Siedlung Schönhausner Damm.
Der Schönhauser Damm gehörte zu den Schönhausener Gütern des Otto von Bismarck.
1940 machte sich ein Treck aus Brigidau in Galizien auf den Weg in das damalige Deutsche Reich. Durch die Bodenreform in der Sowjetischen Besatzungszone wurde es 1946 möglich, diese Familien auf dem ehemaligen Gut anzusiedeln. Für diese 31 Familien wurde ein Gedenkstein aufgestellt. Im Jahre 1955 bildeten sie eine Landwirtschaftliche Produktionsgenossenschaft, die LPG Typ III „Einheit“.
Der Name Damm bezieht sich wahrscheinlich auf den Blockdamm, den die Brüder Jobst und Georg von Bismarck in ihren Trueben östlich von Schönhausen legen ließen. Dazu wurden neun Brücken erbaut und in diese, besonders in Wasserjahren, Fischkörbe gelegt, mit denen jede Nacht eine Anzahl Hechte im Wert von 3 bis 5 Reichstalern gefangen wurde, so ein Bericht aus dem Jahre 1579. Im Jahre 1909 gehörten die Wohnplätze Blockdamm-Schönhausen und Schönausenerdamm zum Gutsbezirk Schönhausen II.

### Eingemeindungen
Der Ort gehörte mit Schönhausen bis 1807 zum Tangermündeschen Kreis in der Altmark, dann bis 1813 zur Kurmark. Danach kam er zum Kreis Jerichow II, dem späteren Landkreis Jerichow II. Im 19. Jahrhundert gehörten die beiden Vorwerke zu den zwei Gütern (Gutsbezirken) in Schönhausen. Am 1. Oktober 1910 wurden die Gutsbezirke Schönhausen I und II zu einem Gutsbezirk Schönhausen vereinigt. Am 30. September 1928 wurde der Hauptteil des Gutsbezirks Schönhausen mit der Landgemeinde Schönhausen vereinigt. Damit kam Schönhausen-Damm zur heutigen Gemeinde Schönhausen (Elbe).

### Einwohnerentwicklung
| Jahr                           | 1798 | 1801 | 1818 | 1840 | 1871 | 1885 | 1895 | 1905 |
| 1. Gut vor Damm                | 48   |      |      |      |      |      |      |      |
| 2. Gut vor Damm                | 14   |      |      |      |      |      |      |      |
| Schönhauser Damm               |      | 56   | 48   | 68   | 86   |      |      | 84   |
| Schönhauser Damm, Rittergut I  |      |      |      |      |      | 60   | 32   |      |
| Schönhauser Damm, Rittergut II |      |      |      |      |      | 06   | 51   |      |

Quelle:
| Jahr | Einwohner |
| ---- | --------- |
| 2014 | [00]80    |
| 2017 | [00]67    |
| 2018 | [00]69    |
| 2019 | [00]66    |
| 2020 | [00]63    |
| 2021 | [00]70    |
| 2022 | [0]66     |

## Religion
Die evangelischen Christen aus Schönhausen-Damm gehörten früher zur Pfarrei Schönhausen an der Elbe. Sie werden heute betreut vom Pfarrbereich Schönhausen im Kirchenkreis Stendal im Propstsprengel Stendal-Magdeburg der Evangelischen Kirche in Mitteldeutschland.
Die katholischen Christen gehören zur Pfarrei St. Elisabeth in Tangermünde im Dekanat Stendal im Bistum Magdeburg.

## Verkehr
Die Siedlung ist direkt mit einer Straße mit dem westlich gelegenen Hauptort Schönhausen (Elbe) verbunden. Westlich am Ort vorbei führt die Bundesstraße 107 nach Klietz. Über einen Abzweig ist der Ort mit dieser Straße verbunden. Die Kreisstraße 1474 verbindet Schönhausen-Damm mit der südlich vorbeiführenden Bundesstraße 188.
Südlich vom Ort liegen die Berlin-Lehrter Eisenbahn und die Schnellfahrstrecke Berlin–Hannover. An der Berlin-Lehrter Eisenbahn befindet sich der Bahnhof Schönhauser Damm, dieser wird jedoch seit 1992 nicht mehr von Reisezügen bedient.
Außerdem führt ein Radrundweg, der Altmarkrundkurs, durch den Ort.